# Katrineholm-Stora Malms församling
Katrineholm-Stora Malms församling var en församling i Strängnäs stift och i Katrineholms kommun i Södermanlands län. Församlingen uppgick 2010 i Katrineholmsbygdens församling. 

## Administrativ historik
Församlingen bildades den 1 januari 2002 genom sammanslagning av Katrineholms församling och Stora Malms församling. Församlingen uppgick 2010 i Katrineholmsbygdens församling.

## Kyrkor
- Katrineholms kyrka
- Stora Malms kyrka
- Sandbäckskyrkan